# 弗拉季斯拉夫二世
弗拉季斯拉夫二世（？—1092年1月14日）。普熱米斯爾王朝的波希米亞公爵（1061年－1092年）。波希米亞公爵布熱季斯拉夫一世之子、斯皮季赫涅夫二世之弟。於1085年6月15日成為首任波希米亞國王（稱弗拉季斯拉夫一世），王位由神聖羅馬帝國皇帝亨利四世頒授，但是不能承傳。

## 即位
1055年，父親布熱季斯拉夫一世逝世，波希米亞公國由兄長斯皮季赫涅夫二世繼承，弗拉季斯拉夫二世成為奧洛穆茨公爵。
斯皮季赫涅夫二世的弟弟們根據兄終弟及的繼承制度繼承了摩拉維亞，為了削弱他們的實力，斯皮季赫涅夫二世拘捕了當地300個摩拉維亞富豪及剝奪了他的兄弟在摩拉維亞的權利。弗拉季斯拉夫因此於1058年逃往匈牙利。通過匈牙利人的努力，弗拉季斯拉夫終於與兄長和解，並取回屬地。
1061年，斯皮季赫涅夫二世逝世，弗拉季斯拉夫回國即位，將摩拉維亞交給弟弟康拉德為食邑。

## 亨利四世的戰役
弗拉季斯拉夫二世是神聖羅馬帝國皇帝亨利四世的盟友，弗拉季斯拉夫二世支持亨利四世在敘任權鬥爭對抗教皇及平定薩克森的叛亂。教皇格里高利七世已得到波蘭國王波列斯瓦夫二世的支持，所以他想拉攏弗拉季斯拉夫二世以圍堵亨利四世。格里高利七世准許弗拉季斯拉夫二世得到其兄斯皮季赫涅夫二世可戴上主教冠冕和束腰長上衣的特權。教皇還對弗拉季斯拉夫二世定期朝貢教廷表示感謝。
弗拉季斯拉夫二世是經常與他的幼弟布拉格的主教亞羅米爾爭鬥，他戴上主教冠冕和束腰長上衣在各主教前去激怒他。1063年，弗拉季斯拉夫二世建立了摩拉維亞主教區，亞羅米爾仍親手將布拉格的文物遷往摩拉維亞。儘管教皇支持弗拉季斯拉夫二世擁有聖座，波希米亞公爵對皇帝的忠誠不為所動。
薩克森公爵馬格努斯及巴伐利亞公爵奧托二世領導下薩克森於1070年發生叛亂及波蘭國王波列斯瓦夫二世入侵於1071年波希米亞，亨利四世於1073年8月以入侵波蘭以作回應。但是1075年薩克森再度爆發叛亂，迫使亨利四世退兵。弗拉季斯拉夫二世聯合亨利四世出兵平亂，於6月9日的蘭根薩爾察第一次戰爭中擊敗叛軍。此戰中，波希米亞軍隊顯示其勇敢，亦因此亨利四世帶亞羅米爾回德意志封為總監，並賜名為格布哈特，弗拉季斯拉夫二世才鬆了一口氣。
弗拉季斯拉夫二世時常與反對皇帝的諸侯。在與由教皇支持而反對皇帝的士瓦本公爵萊茵費爾登的魯道夫的戰爭中，依靠弗拉季斯拉夫二世的波希米亞軍隊，皇帝的軍隊才能擊敗對手。弗拉季斯拉夫二世更在此戰中奪去萊茵費爾登的魯道夫的金劍。

## 與教皇的關係
1081年，金起兵參與亨利四世的的意大利戰役。1083年弗拉季斯拉夫二世率領波希米亞軍隊與亨利四世一同進入羅馬。雖然弗拉季斯拉夫二世在皇帝的麾下效力，但是他仍然與教皇國保持良好關係，格里高利七世只是不允許格里高利七世使用教會斯拉夫語。弗拉季斯拉夫二世卻從來沒有，與亨支持的對立教皇克萊門特三世有聯繫。

## 擴張政策
弗拉季斯拉夫二世垂涎斯拉夫邊疆區邁森和盧薩西亞，但是，儘管亨利四世承諾如若波希米亞能成功打敗叛逆邊疆伯爵，便能接收他們的土地，但是弗拉季斯拉夫二世從未收到過。於1075年和1086年之間，他取得下盧薩蒂亞，但是在1088年，因邁森埃格伯特二世的叛亂，亨利將該地區授予東馬克的亨利。弗拉季斯拉夫二世的此後冷待亨利四世的軍事行動。但是他從來沒有動搖過對亨利四世忠誠，但只是放棄對皇帝的軍事援助。

## 家族內鬥
弗拉季斯拉夫二世即位後，根據布熱季斯拉夫一世的遺囑，弟弟康拉德及奧托分別繼承布爾諾及奧洛穆茨，幼弟亞羅米爾進入教會。其後，兄弟間的鬥爭漸變激烈，教皇及皇帝努力為他們和解，如1077年封亞羅米爾為總監，但是兄弟們並沒有和解，亞羅米爾向羅馬教皇烏爾班二世抗議弗拉季斯拉夫，但在教皇作出裁定前亞羅米爾於1090年去世。
可悲的是弗拉季斯拉夫二世於在位的最後幾年忙於進行內部爭鬥。當他的弟弟奧托於1086年去世後，他將奧洛穆茨傳給兒子波列斯拉夫，這被視為是損害康拉德利益的行為。 弗拉季斯拉夫二世起兵對抗康拉德，軍隊由他另一位兒子布熱季斯拉夫率領，但是布熱季斯拉夫突然反對弗拉季斯拉夫二世。弗拉季斯拉夫二世符合波希米亞制度指定康拉德為繼承人，兩兄弟終於因此和解並共同攻擊布熱季斯拉夫，迫使他逃往匈牙利。
經過三十年的統治後，弗拉季斯拉夫二世因為狩獵傷口而死於1092年1月14日。他被安葬在高堡的聖伯多祿與保祿聖殿。
| 弗拉季斯拉夫二世 普熱米斯爾王朝出生于：？逝世於：1092年1月14日 | 弗拉季斯拉夫二世 普熱米斯爾王朝出生于：？逝世於：1092年1月14日 | 弗拉季斯拉夫二世 普熱米斯爾王朝出生于：？逝世於：1092年1月14日 |
| 統治者頭銜                                                     | 統治者頭銜                                                     | 統治者頭銜                                                     |
| -------------------------------------------------------------- | -------------------------------------------------------------- | -------------------------------------------------------------- |
| 前任： 兄斯皮季赫涅夫二世                                      | 波希米亞公爵 1061年-1085年                                     | 繼任： 成為國王                                                |
| 新頭銜                                                         | 波希米亞國王 1085年-1092年                                     | 繼任： 弟康拉德一世（稱公爵）                                  |